# Salomé (Nord)
Salomé ist eine französische Stadt mit 3.116 Einwohnern (Stand: 1. Januar 2022) im Département Nord in der Region Hauts-de-France. Sie gehört zum Arrondissement Lille und zum Kanton Annœullin. Die Einwohner werden Saloméens genannt.

## Geographie
Die Stadt Salomé liegt etwa 13 Kilometer östlich von Béthune und 20 Kilometer südwestlich von Lille. Der Canal d’Aire begrenzt die Gemeinde im Süden zum Département Pas-de-Calais. Umgeben wird Salomé von den Nachbargemeinden Illies im Norden, Marquillies im Nordosten, Hantay im Osten, Billy-Berclau im Südosten, Douvrin im Süden sowie La Bassée im Westen. Durch Salomé führt die Route nationale 41.

## Bevölkerungsentwicklung
| Jahr                       | 1962 | 1968 | 1975 | 1982 | 1990 | 1999 | 2006 | 2012 | 2021 |
| Einwohner                  | 2487 | 2524 | 2929 | 2781 | 2955 | 2929 | 2993 | 2972 | 3051 |
| Quellen: Cassini und INSEE |      |      |      |      |      |      |      |      |      |

## Sehenswürdigkeiten
- Kirche Saint-Vaast
- Deutscher Soldatenfriedhof mit 3548 Toten des Ersten Weltkriegs

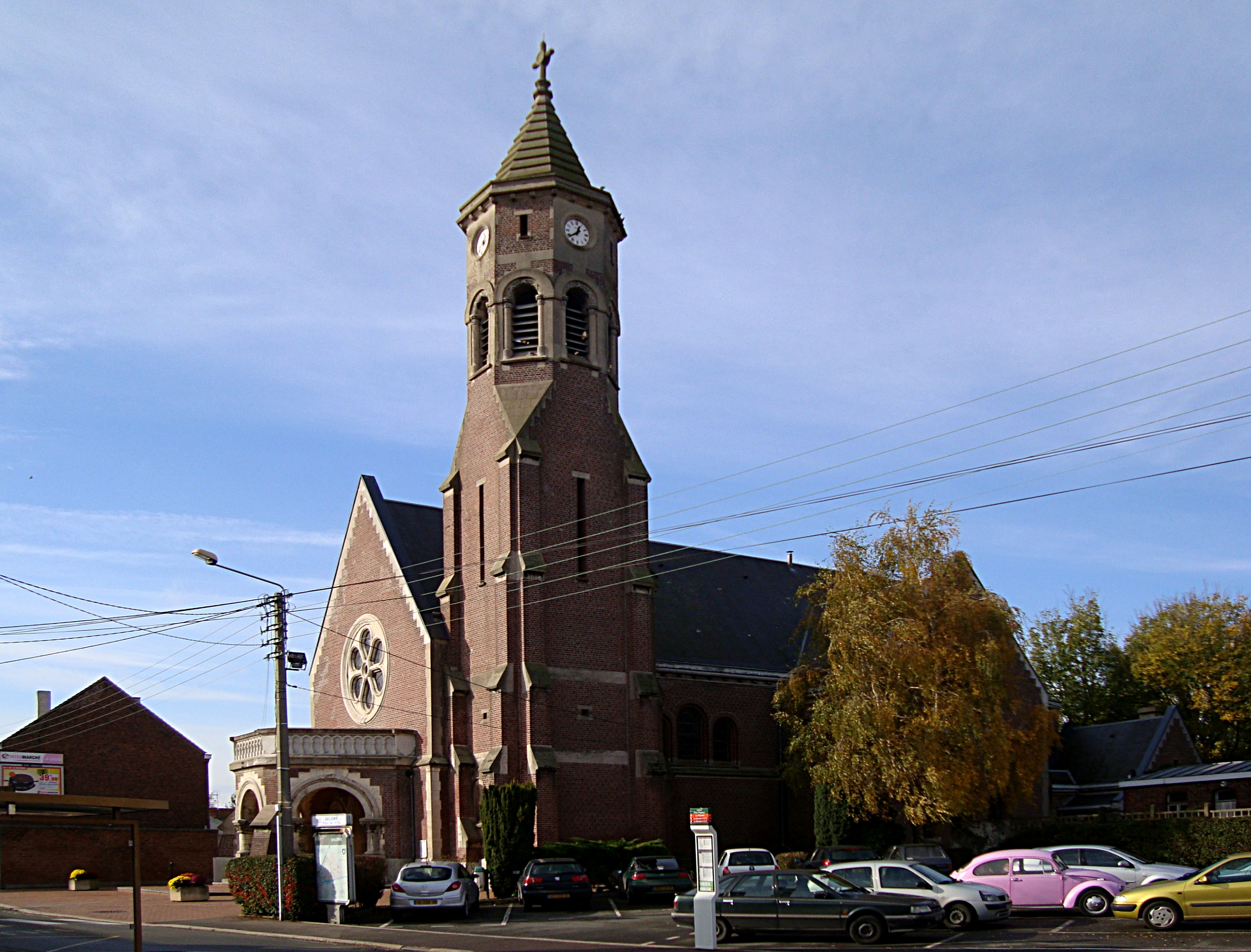
Kirche Saint-Vaast
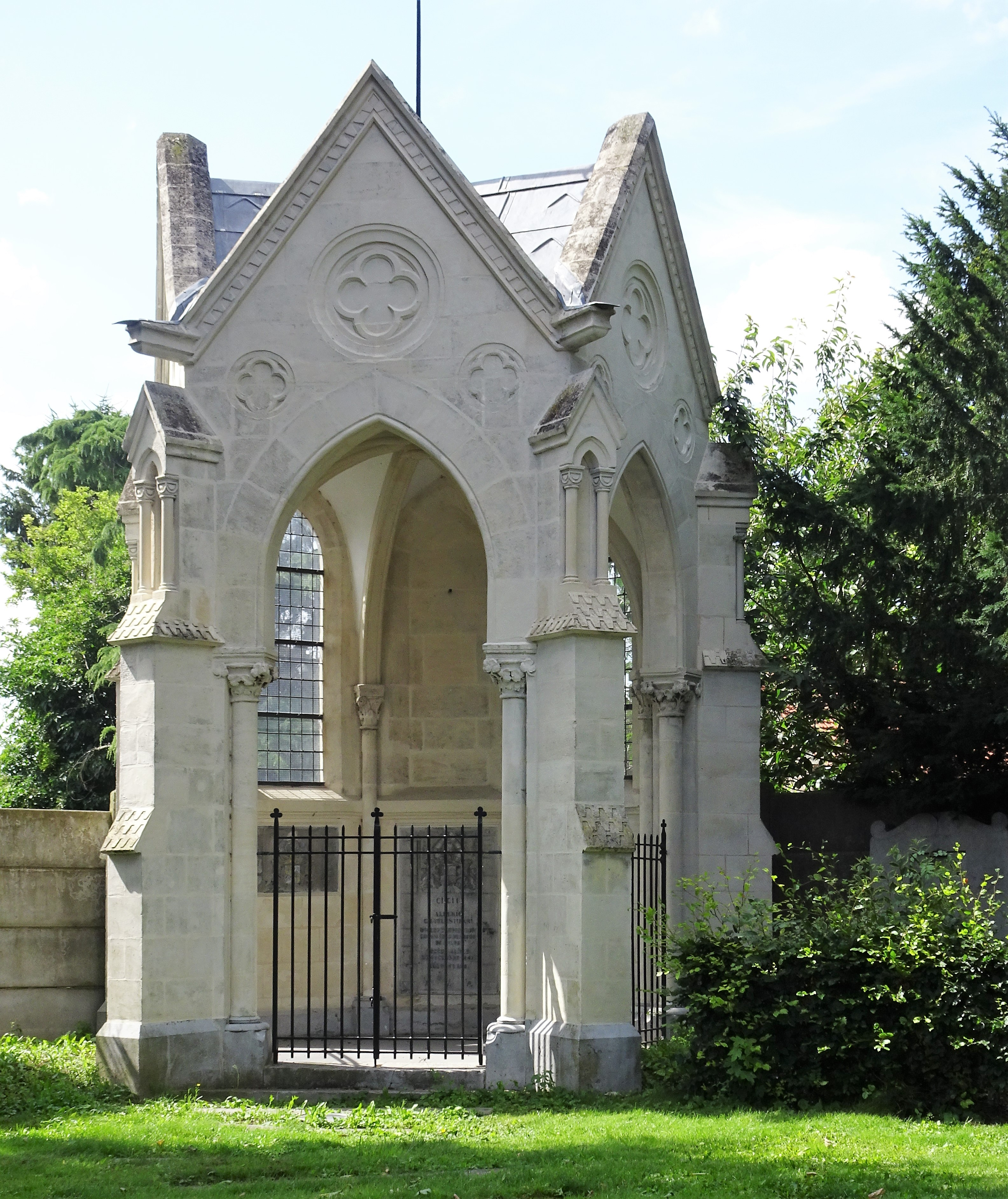
Grabkapelle der Comtes d’Hespel
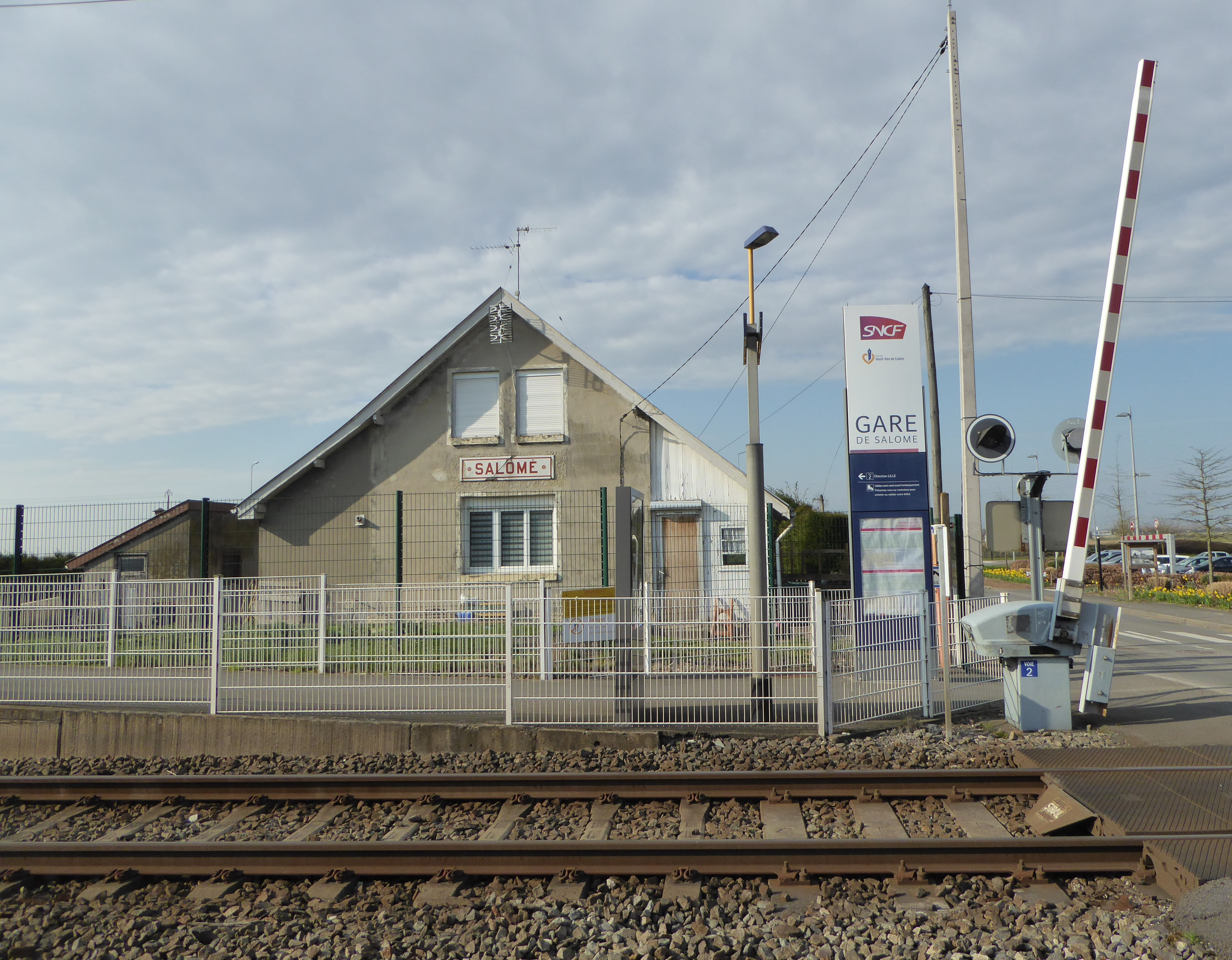
Bahnhof
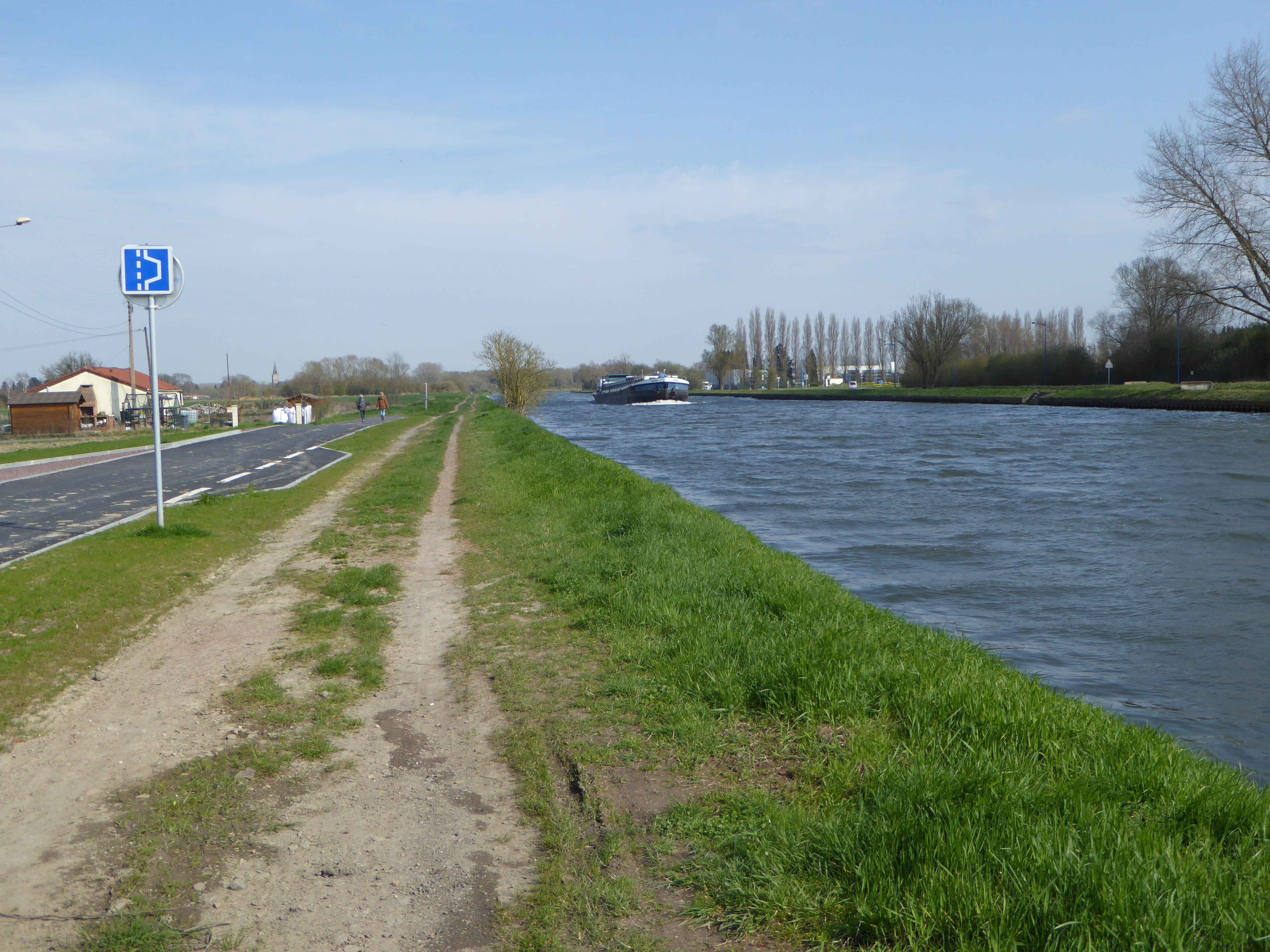
Canal d’Aire in Salomé